# St. Konrad (Bergisch Gladbach)

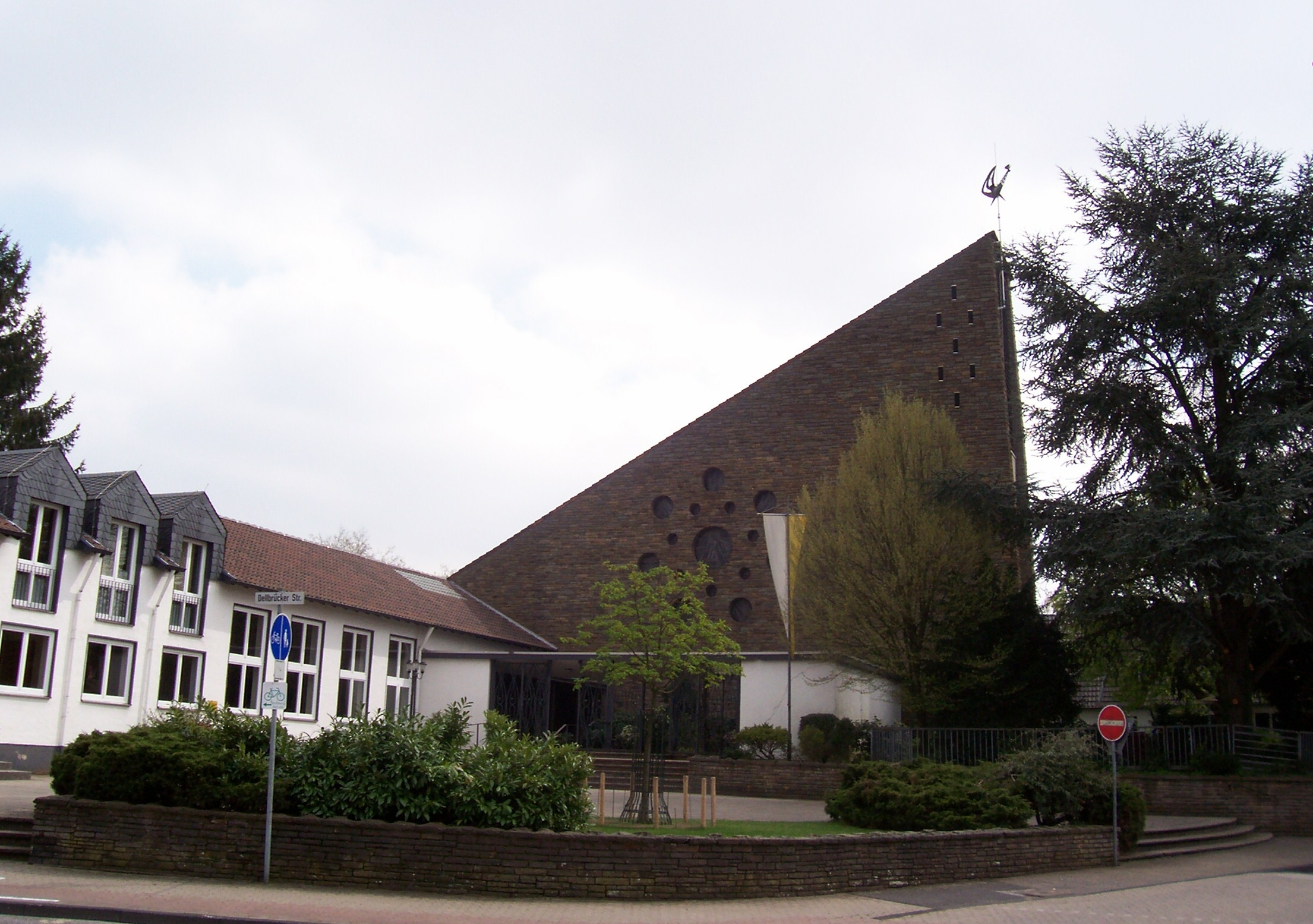
Kirche St. Konrad mit Pfarrheim an der Dellbrücker Straße, Ecke An der Kittelburg im Jahr 2006

St. Konrad ist die Pfarrkirche der katholischen Kirchengemeinde in Bergisch Gladbach-Hand. Sie trägt den Namen des Schutzpatronen Hl. Bruder Konrad.
Die Pfarrei in Hand gehört gemeinsam mit den Pfarreien Herz Jesu in Schildgen und St. Clemens in Paffrath zum Pfarrverband Bergisch Gladbach-West des Kreisdekanats Rheinisch-Bergischer-Kreis.
Die Pfarrkirche liegt an der Ecke Dellbrücker Straße/An der Kittelburg.

## Geschichte
Vom 6. April 1952 bis zur Fertigstellung von St. Konrad diente das jetzige Pfarrheim der Gemeinde als Notkirche.
Grundsteinlegung der Kirche St. Konrad war am 21. Juli 1957. Die Kirchweihe durch Weihbischof Wilhelm Cleven wurde am 8. und 9. November 1958 gefeiert. Mit dem Bau der Pfarrkirche hat sich der St. Konrad-Pfarrverein als Fördergemeinschaft für die Gemeinde zusammengefunden.
Der 50. Jahrestag der Grundsteinlegung wurde 2007 mit zahlreichen thematischen Veranstaltungen und Ausstellungen als „Konrad-Jahr“ begangen. Das Festjahr fand am 2. September 2007 mit der von Weihbischof Heiner Koch zelebrierten Festmesse seinen Höhepunkt.

## Kirchengemeinde
Das Gemeindeleben wird geprägt durch eine Vielzahl von aktiven Gruppierungen. Hierzu gehören der Besuchsdienst CBT-Wohnhaus Peter Landwehr, Ehepaargruppe Equipe Notre Dame, Eine-Welt-Gruppe, Frauenkreis, Katholische Frauengemeinschaft Deutschlands (KFD), Katholische Junge Gemeinde (KJG), Kinderchor, Jugendchor, Kirchenchor, Kinderkirchenkreis, Ministranten, Krankenhausbesuchsdienst, Offener-Familien-Treff (OFT), Pfarrcaritas, Rumänienkreis, Seniorenkreis und die St.-Sebastianus-Schützenbruderschaft.

## Patengemeinde
Seit 1997 ist die katholische Gemeinde Hl. Eucharistia im rumänischen Ghimeș-Făget (Siebenbürgen) Patengemeinde von St. Konrad.

## Architektur

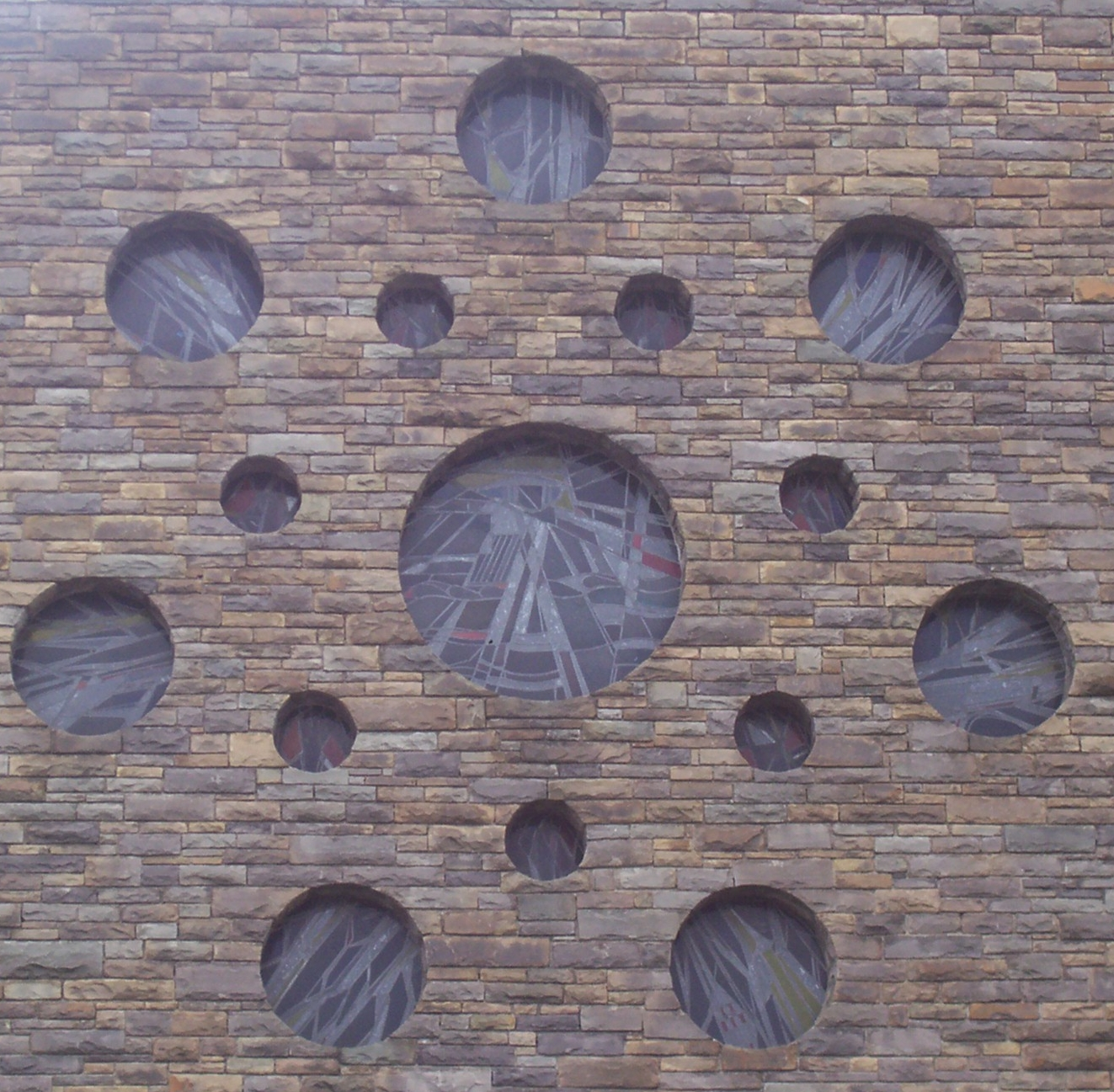
Fensterrosette

Architekt der Kirche war Bernhard Rotterdam.
Die Giebel- und Chorwand sind aus Naturbruchstein. In der Giebelwand über dem Eingang befindet sich eine Fensterrosette. Im Chor findet sich ein farbenprächtiges, großflächiges eucharistisches Fenster.
Die Taufkapelle ist mit einem Fenster des Bergisch Gladbacher Künstlers Wilhelm Opiéla versehen.

## Glocken
Der Glockenstuhl ist mit vier Bronze-Glocken (Glockengießer Hans Hüesker, Fa. Petit & Gebr. Edelbrock, Gescher / Westf.) versehen.

## Ausstattung
Eine spätbarocke Pietà und eine moderne Plastik des Hl. Bruder Konrad bereichern den Innenraum der Kirche.

## Nebengebäude
Das an St. Konrad angrenzende Pfarrheim verfügt über Tagungs- und Gruppenräume sowie eine durch die Gemeinde eingerichtete Bücherei.